# Nematocryptus testaceus
Nematocryptus testaceus là một loài tò vò trong họ Ichneumonidae.